# Келис
Келис Роџерс (енгл. Kelis Rogers; Њујорк, 21. август 1979) америчка је певачица. Светску славу стекла је дебитантским албумом Kaleidoscope, а касније и са песмом Milkshake.
Била је у браку са репером Насом од 2005. до 2010. године.

## Дискографија
Студијски албуми
- Kaleidoscope (1999)
- Wanderland (2001)
- Tasty (2003)
- Kelis Was Here (2006)
- Flesh Tone (2010)
- Food (2014)